# Фитодизайн
Фитодиза́йн (от др.-греч. φυτόν  — растение и англ. design — проектировать, конструировать) — целенаправленное научно-обоснованное введение растений в дизайн интерьера офиса и оформление других помещений с учётом их биологической совместимости, экологических особенностей, способности к улучшению качества воздуха в помещении и профилактике заболеваний (медицинский фитодизайн).
Фитодизайном также называют практику создания растительных композиций для оформления интерьеров, практику озеленения помещений, создание зимних садов.

## Задачи фитодизайна
Ботаник А. М. Гродзинский в 1983 году выделял шесть основных задач фитодизайна:
1. Эстетико-психическое воздействие растений на человека посредством красоты формы и цвета.
2. Улучшение воздушной среды обитания человека (тонизирующие, успокаивающие запахи).
3. Обеззараживание, оздоровление окружающей среды, в основном за счёт летучих фитонцидов.
4. Очищение воздуха от газов, пыли, дыма, снижение шума растениями и другие.
5. Биоиндикация, то есть использование растений как живых индикаторов загрязнения воздуха, почвы и воды.
6. Изучение состояния самих растений в интерьерах с целью подбора наиболее эффективных и хорошо растущих видов.